# Ь
Ь (gemen: ь) är ett tecken i det kyrilliska alfabetet. Det var ursprungligen en bokstav för en främre kort vokal, främre jer, men fungerar idag som mjukt tecken i bulgariska och östslaviska språk. 

## Historia
Den första kända slaviska skriften, det glagolitiska alfabetet känt från 800-talet, använde tecknet Ⱐ för att beteckna främre jer, en kort vokal som troligen uttalades [ĭ] eller [ə]. Vid skapandet av det kyrilliska alfabetet under slutet av 800-talet förenklades tecknet till dagens Ь.

## Dagens användning
Då vokalen främre jer inte längre uttalas i de slaviska språken har bokstaven kommit att omtolkas som ett mjukt tecken, vilken fortsatt används i belarusiska, bulgariska, ryska och ukrainska. Tecknet saknar eget ljudvärde. Det markerar att den konsonant som föregår tecknet ska uttalas "mjukt", det vill säga med palatalisering. Framför vokal innebär tecknet att vokalen ska uttalas med j-ljud före. Vid transkribering till andra alfabet utesluts normalt tecknet helt. Vid translitteration till latinska bokstäver enligt ISO 9 motsvaras tecknet av ' (apostrof).

## Namn
- belarusiska: мяккі знак, mjukt tecken
- bulgariska: ер малък, litet jer
- ryska: мягкий знак, mjukt tecken
- ukrainska: м’який знак, mjukt tecken

## Teckenkoder i datorsammanhang
| Teckenkoder        | Versal: Ь                         | Gemen: ь                        |
| ------------------ | --------------------------------- | ------------------------------- |
| Namn (Unicode)     | CYRILLIC CAPITAL LETTER SOFT SIGN | CYRILLIC SMALL LETTER SOFT SIGN |
| Kodpunkt (Unicode) | U+042C                            | U+044C                          |
| HTML               | &#1068;                           | &#1100;                         |